# Jonathan Reyes
Pour les articles homonymes, voir Reyes.
Jonathan Reyes est un acteur français né  le 3 juillet 1984 à Paris.

## Biographie
Il commence sa carrière de comédien à 10 ans dans Comment je me suis disputé... (ma vie sexuelle) d’Arnaud Desplechin. Il tourne par la suite plusieurs séries et films cinéma.

## Filmographie

### Cinéma

#### Longs métrages
- 1995 : La Recette de l’omelette aux œufs : L’enfant malade
- 1996 : Omaha Beach de Fabrice Castanier : Franck
- 1996 : Comment je me suis disputé... (ma vie sexuelle) d’Arnaud Desplechin : Bob (enfant)
- 1998 : Les Couloirs du temps : Les Visiteurs 2 de Jean-Marie Poiré : Eddy
- 1999 : La vie ne me fait pas peur de Noémie Lvovsky
- 2002 : Papillons de nuit de John Pepper : Le fils
- 2007 : Capitaine Achab de Philippe Ramos
- 2007 : Darling de Christine Carrière, 2007
- 2007 : Demandez la permission aux enfants : Manu
- 2008 : Les Hauts Murs de Christian Faure : Le Rat

#### Courts métrages
- 1995 : Mon copain Rachid de Philippe Barassat
- 1998 : Tais-toi et creuse de Ron Dyens
- 1999 : La Famille médicament d’Étienne Chatiliez : Nicolas[2]
- 2004 : Juste un peu de réconfort d’Armand Lameloise : Jérémie
- 2004 : La Passagère de Gautier Billotte
- 2009 : Bradigane de Rodolphe Pauly : Mairee
- 2010 : Le Tocar de la fac de Rodolphe Pauly : Fritz
- 2013 : Trajectoires de Philippe Massoni et Sebastien Jovallar : David

### Télévision
- 1997 : Petites : le petit garçon
- 1997 : PJ (pilote)
- 1997 : Le Refuge, épisode Le Chenil en péril : Angelo
- 1998 : Les P'tits Gars Ladouceur : Jonathan
- 1998 : Navarro, épisode Le Double identité
- 1999 : L'instit, épisode 5x05 L'enfant caché de Roger Kahane : l'enfant autiste Camille
- 1999 : Julien l'apprenti : Aristide
- 2000 : Dérives : Garçon 1
- 2001 : Commissaire Moulin, épisode Le petit homme - Morleau
- 2001 : Navarro, épisode Le Zéro pointé - Kevin
- 2002 : Les Enquêtes d'Éloïse Rome, épisode Rumeur fatale
- 2003 : Capitaine Laurence
- 2003 : Central Nuit, épisode Le Bruit des murmures : Riton
- 2003 : Femmes de loi, épisode Tableau de chasse 2
- 2004 : La Crim', épisode Enquête d'amour : Clément Simonin
- 2006 : Les Vauriens de Dominique Ladoge : Baviaux
- 2006 : David Nolande, épisode « L’horloge du destin » : Patrick
- 2006 : Homicides : Bruno Gomez
- 2009 : Un village français, saison 1, épisode 2 Chaos : Arsène
- 2011 : Brassens, la mauvaise réputation de Gérard Marx
- 2020 :Hippocrate saison 2 de Thomas Lilti: rôle Cyril Alves

### Publicités
- 1995 : Reynolds
- 1996 : IBM
- 1996 : Prince de Lu
- 1997 : Liebig (marque) Liebig
- 1997 : PlayStation
- 1998 : Bull
- 1998 : Twix Top
- 2004 : Renault Clio

### Clips
- 2005 : Mickey 3D -  Matador

### Assistant Casting
- 2018  Mini Série : Le monde de Bobby - Colline Pagoba

### Assistant Coach
- 2016 : Les enfants Lachance - Colline Pagoba